# Chelvatjauri (distrikt)
Chelvatjauri (georgiska: ხელვაჩაურის მუნიციპალიტეტი, Chelvatjauris munitsipaliteti) är ett distrikt i Georgien. Det ligger i den autonoma republiken Adzjarien, i den sydvästra delen av landet. Distriktet beräknades ha 52 700 invånare den 1 januari 2022.
Administrativt centrum för distriktet är orten Chelvatjauri, som, efter beslut om ändrade distriktsgränser 2011, till största delen ligger inom det intilligande Batumis administrativa område.